# Lagamas
Lagamas là một xã thuộc tỉnh Hérault trong vùng Occitanie phía nam nước Pháp. Xã này nằm ở khu vực có độ cao trung bình 40 mét trên mực nước biển. Dân số thời điểm năm 1999 là 111 người.